# 1975年英國保守黨黨魁選舉
1975年英國保守黨黨魁選舉於1975年2月4日（首輪投票）及2月11日（次輪投票）進行，由英國保守黨的國會議員投票，結果柴契爾夫人當選成為黨魁。